# Twiezel en Twarmt
Twiezel en Twarmt, ook wel Wiezel en Warmt vormden een streekje ten zuiden van Oling bij Appingedam. Het waren twee afzonderlijke complexen gemeenschappelijk gebruikt land, samen zo'n 60 hectare, die omstreeks 1820 werden opgedeeld en voorzien van sloten. Het Warrent was tevens een binnendijk, die aansloot bij de Graauwedijk.

## Twiezel
Twiezel betrof landerijen in de Garreweerster- en Olingermeeden ten oosten van het Garreweerstermaar, die werden ontsloten door de Garreweersterweg (nu Schildweg). Naar aanleiding hiervan werd de kadastrale sectie in 1821 Twiezel genoemd.  Landerijen op het Wyselt worden vermeld in 1549; de hooyweg naar 't Wyselt, Twyzelt, Twyselt of Wijselt in 1624; een stuk weiland op de Twiselt te Oling in 1789. De naam is waarschijnlijk verwant aan Oudengels twisla ('splitsing van een rivier'). Verwant is ook de plaatsnaam Twijzel in Friesland, die 'wissel' of 'bij de tweesprong' betekent.

## Warrent
De landerijen met de naam Warrent of Warnet bevonden zich in de Garreweerstermeeden ten westen van het Garreweerstermaar. Ze grensden aan het Warnstereed of Wirdumer kleine zijleed, een onderdeel van het Generale Zijlvest der Drie Delfzijlen dat ingeklemd lag tussen het Eekwerdermedermaar en de Nieuwe Garreweersterweg. Een perceel hooiland up 't Wernet wordt vermeld in 1517, enkele andere percelen op 't Warrelt in 1774 en 1779.
Blijkens een document van omstreeks 1674 fungeerde het Warrent tevens als een binnendijk in het verlengde van de Graauwedijk en de Ritzerdijk. In het kader van militaire inundaties waren in deze dijken acht gaten of colcken geslagen, die dringend gerepareerd dienden te worden. De Graauwedijk sloot aan op de Twarmter- of Warmterlaan, die nog in het begin van de 19e eeuw toebehoorde aan "de eigenaren van de Warren". Bij Lieuwerderwolde in het Westerkwartier was in 1403 eveneens sprake van landerijen gelegen in den Woltwerm en bij de Woltgrave; het woord was hier kennelijk verbasterd uit Woltwere(n) (1415), hetgeen dan op een veendijk kan duiden.
De vorm Warmt, Warren(t) of Warnet is mogelijk op deze manier verklaren. De taalkundige Karel Gildemacher denkt aan een Oudfries woord *weringe of *waringe ('verdediging'), met de wortel *wer- of *war- die zowel 'draaien' als 'visweer' kan betekenen. Hier is dan eerder aan weer in de betekenis van 'dijk, waterkering' te denken (vgl. Weerdijk). Wobbe de Vries speculeert daarentegen dat het om Fries woord *twá-ermad 'twee-armig' zou gaan.